# Escut de Farrera
Actualment, el municipi de Farrera, al Pallars Sobirà, disposa d'escut oficial segons la normativa regulada per la Generalitat de Catalunya. L'escut antic perdé vigència en entrar en vigor la normativa catalana sobre els símbols oficials, atès que no s'hi adaptava i, per tant, deixà de tenir validesa oficial.
L’ajuntament va fer servir fins l’any 2021 com a distintiu un segell rodó en blanc i negre amb la imatge d'un pelegrí del Camí de Sant Jaume amb el text DIST. MUNICIP. DE FARRERA. Segons el llibre Els escuts heràldics dels pobles de Catalunya es tracta de Sant Jaume el Major passant i el fons hauria de ser de gules, que és com va sortir representat en un sobre postal.
El 5 de novembre de 2021 el Ple de l’Ajuntament aprovà un nou escut heràldic pel municipi de Farrera. Posteriorment, es va aprovar definitivament mitjançant Resolució de la Presidència PRE/1270/2022, de 28 d'abril, per la qual es dona conformitat a l'adopció de l'escut heràldic del municipi de Farrera, publicada al DOGC núm. 8660, de 4 de maig del mateix any.

## Descripció heràldica
Escut caironat: de gules, una vall de sinople rivetada d'argent carregada de tres palles d'or posades en banda, sobremuntada d'una ferradura d'argent amb sis claveres. Per timbre, una corona mural de poble.
L’Ajuntament de Farrera va escollir entre les tres propostes heràldiques realitzades pel Sr. Marc A. Balanza la que incorpora una ferradura d’argent, en relació amb la toponímia i l'origen mossàrab del nom Farrera, que té sis claveres, per representar els sis pobles que constitueixen el municipi, i una vall, rivetada d’argent (és a dir, coberta de neu) que representa la Coma de Burg, on s'ubica el municipi, carregada de tres palles, que simbolitzen l'antic comtat de Pallars Sobirà. El color del camp heràldic és vermell (gules) o roi, com l’antic escut de Farrera i verd (sinople) amb relació a les seves forests.